# Кабиш Іван Юхимович
Іван Юхимович Ка́биш (12 березня 1926, Петропавлівка — 20 вересня 2007, Харків) — український художник і педагог; член Харківської організації Спілки радянських художників України з 1960 року. Заслужений працівник культури УРСР з 1987 року.

## Біографія
Народився 12 березня 1926 року в селі Петропавлівці Сибірського краю РРФСР (нині Новосибірська область, Росія). Брав участь у німецько-радянській війні. Нагороджений орденом Вітчизняної війни II ступеня (6 квітня 1985).
Протягом 1948—1952 років навчався у Харківському художньому училищі у Миколи Сліпченка. У 1952—1961 роках викладав у середній школі Харкова. Одночасно навчався на історичному факультеті Харківського університету, який закінчив 1957 року. Член КПРС з 1961 року. У 1968—1973 роках навчався у Харківському художньо-промисловому інституті у Йосипа Карася, Миколи Гнойового, Євгена Жердзицького, Олександра Хмельницького, Анатолія Кузьменка. Дипломна робота — серія політичних плакатів «Шляхами батьків» (керівник Віктор Віхтинський).
З 1961 року працював у Харківській дитячій художній школі № 1 імені Іллі Рєпіна, де протягом 1966—1997 років обіймав посаду директора. Одночасно у 1967—1991 роках очолював комісію з естетичного виховання дітей та юнацтва Харківської організації Спілки радянських художників України. Мешкав у Харкові в будинку на Салтівському масиві, 603-й мікрорайон, № 24, квартира № 25, та у будинку на проспекті Перемоги, № 74, квартира № 38. Помер у Харкові 20 вересня 2007 року.

## Творчість
Працював у галузях станкового живопису (переважно у жанрі пейзажу) і плаката. Серед робіт:
живопис
- «Взимку під Харковом» (1960);
- «Дорога до Харкова» (1961);
- «В Шевченківському районі на Харківщині» (1961);
- «Зимовий день» (1963);
- «Новий район Харкова» (1964);
- «За місто» (1965);
- «Рідні поля» (1967);
- «На рідній землі» (1968);
- «До Ілліча» (1969—1970);
- «Харків будується» (1973);
- «Прийшла весна» (1977);
- «Червона горобина» (1979);
- «Морський вітерець» (1980);
- триптих «А життя продовжується» (1983);
- «Світ планет» (1985);
- «Моя школа» (1985);
- «Повернувся. 1945 рік» (1989);
- «Ранній сніг» (1990);

плакати
- «Марксизм-ленінізм живе і перемагає» (1972);
- «Ми народжені, щоб казку зробити бувальщиною» (1974);
- «Вставай, велика країно» (1974—1975);
- «Ми відстояли, ми збережемо» (1977; бронзова медаль ВДНГ УРСР, 1985);
- «Нехай завжди буде мир» (1986);
- серія «Пам'ятаємо» (2001).

Брав участь у республіканських виставках з 1960 року. Персональні виставки відбулися у Харкові у 1960, 1969, 1991—2005 роках.
Автор книги «Розвиток художніх здібностей дітей молодшого віку» (Київ, 1981).
Окремі роботи зберігаються у Харківському художньому музеї.